# Distrito de Jirondai
Jirondai es un distrito de la comarca indígena panameña Ngäbe-Buglé y fue creado por la Ley 33 del 10 de mayo de 2012, segregándose del distrito de Kankintú.
Jirondai era el nombre de un cacique del cual tenía poderes sobrenaturales.

## División política
El distrito se compone de los siguientes cinco corregimientos:
- Samboa
- Burí
- Guariviara
- Man Creek
- Tuwai